# Otto Kuhnle
Otto Kuhnle (* 1963 in Schwäbisch Gmünd) ist ein deutscher Kabarettist, Entertainer und Schauspieler.
Kuhnle trat in den 1980er Jahren in Filmen von Wim Wenders, so Der Himmel über Berlin, auf und hat danach in Serien und Fernsehspielen mitgespielt.
Allein oder mit Partnern tritt Kuhnle als Entertainer auf. Er tourt durch viele Länder Europas, auch mit englischsprachigen Bühnenprogrammen. In seinen Bühnenshows singt er und bringt poetische, eklige und komische Einlagen.

## Filmografie (Auswahl)
- 1987: Der Himmel über Berlin
- 1995: Die Gebrüder Skladanowsky
- 2000: Tatort – Der schwarze Ritter
- 2008: Absurdistan
- 2020: SOKO Stuttgart: Das Feuermal

## Auszeichnungen
- 2001: Das große Kleinkunstfestival – Jury-Preis